# كوت سيد عناية (ويس)
کوت سید عنایة (بالفارسية: کوت سیدعنایت) هي منطقة سكنية تقع في إيران في قسم ويس الريفي. يقدر عدد سكانها بـ 351 نسمة بحسب إحصاء 2016.كوت سيد عناية وهي قريه نائيه علي ضفاف شط كارون على الجهة الشرقية تقع بين مدينه الأهواز وقرية ويس يسكنها سادات موسويون اشتهروا بآل أبي شوكه (البوشوكه) أو الشوكي علي سبب كرامه اتت جدهم الأكبر المعروف بسيد مطلب العود أو (الزعيم). سكنوها منذ عقود من الزمن وسكنت معهم كثير من الطوائف وكانت مأمن للخائفين والشاردين حيث من لجا اليها كان ماله وعرضه مأصون من كل سو.هم كانوا من زعماء وسادة المنطقة الباويه وذو عزه وجاه في المنطقة حتى الآن. اسسها العلامة المجاهد في سبيل الله السيد عنايه نجل السيد رمضان نجل سيد نعمه نجل سيد رمضان المتوفي سنه 1343 ه ق المذكور في كتاب اعيان الشيعة (للسيد محسن الامين) الذي اشتهر بالسخاء والجود والكرم وكان عالم كبير مجتهد في الدين، شارك في حرب الجهاد ضد الاستعمار البريطاني وقاد الجيش مع باقي عشائر الباويه من الجهة الشماليه وكانت له بطولات كثيره في هذه الملحمة. وامه مناره بنت الشيخ طلال العلوان رئيس قبيله الباوية (وهي اخت نوره والدة الشيخ خزعل الكعبي حاكم منطقه خوزستان و ایضا اخت مکیه زوجة خليفه الكعيد الکران الحائی الذي كانت شيخه علي منطقة الدز قرية السله) هوالولد الوحيد للسيد رمضان، له من الأبناء خمسه وهم العلامة سيد راضي الذي كان الأكبر في اخوانه وزعيما من بعد ارتحال أبيه وسيد حمد والحاج سيد سلطان وامهم بسمايه بنت حوزي من زعما قبيله الباويه وسيد شريف وسيد طاهر وامهم صدمه بنت أيباره ابن سلطان المسلط رئيس قبيله الخميس، الذي كانوا اسوه في العلم والدين بالمنطقة وقد درسوا العلم في مدينه النجف وتخرجوا منها.اولادهم حتى الآن يسكنون في مدينه الاهواز وقريه كوت سيد شريف وكوت سيد سلطان المجاورات لكوت سيد عنايه.